# Stephania japonica
Stephania japonica là một loài thực vật có hoa trong họ Biển bức cát. Loài này được (Thunb.) Miers miêu tả khoa học đầu tiên năm 1866.

## Hình ảnh

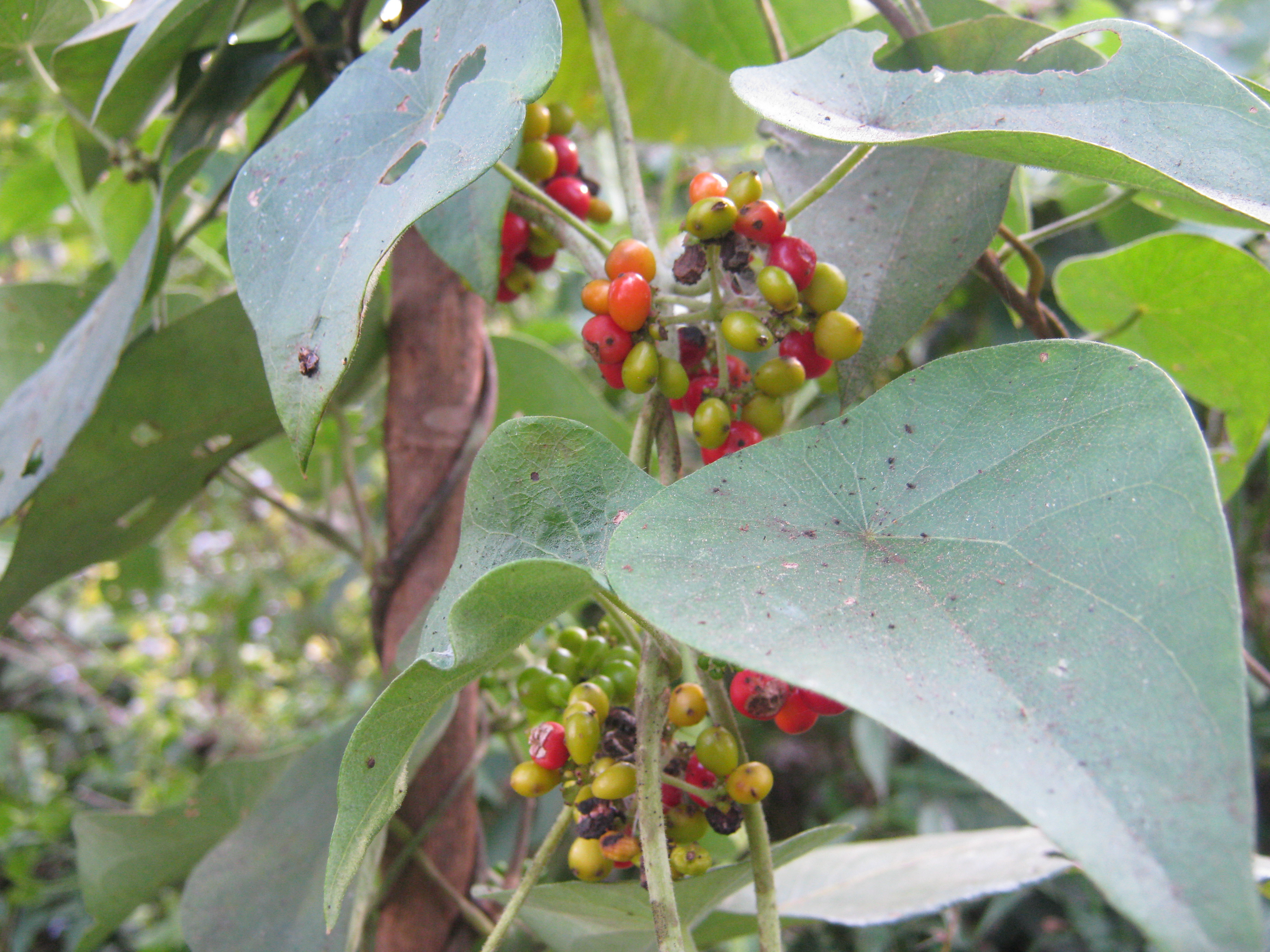